# NGC 5440
NGC 5440 este o galaxie spirală situată în constelația Câinii de Vânătoare. A fost descoperită în 1 mai 1785 de către William Herschel. Se află la o distanță de 57,28 de megaparseci de Pământ.